# Garaeus infuscatus
Garaeus infuscatus là một loài bướm đêm trong họ Geometridae.